# TouchFX Animation Studio
TouchFX Animation Studio - Армянская студия анимации известная своими мультфильмами такими как: Богатырша, Кукарача 3D и От винта 3D и другими. Студия была основана в 1999 году. В первые годы студия выполняла роль «экспериментальной лаборатории», продвигающей новые технологии и решения на отечественный медиарынок. Результатом эксперимента стало слияние (утверждение) уникальных специалистов и ультрасовременной технической базы. В 2005 году студия решила сделать необычный шаг в создании анимационных фильмов в формате 3D.